# Бенабу, Ролан
Ролан Бенабу (фр. Roland J. M. Bénabou) — французский экономист, профессор экономики и связей с общественностью. Поступил на факультет Принстонского университета в 1999 году и одновременно работал на кафедре экономики и в Школе общественных и международных отношений имени Вудро Вильсона. Исследования Бенабу охватывают как макроэкономические, так и микроэкономические области (взаимодействие инфляции и несовершенной конкуренции, спекуляции и манипуляции на финансовых рынках).
Бенабу имеет инженерные степени в Ecole Polytechnique (1980) и Ecole des Ponts et Chaussées (1982). В 1986 году он получил докторскую степень по экономике в Массачусетском технологическом институте.
Его последние работы лежат в трех основных областях. Первая связывает неравенство, рост, социальную мобильность и политическую экономию перераспределения. Во втором случае речь идет об образовании, социальных взаимодействиях и социально-экономической структуре городов. Третья — это экономика и психология («поведенческая экономика»). Она фокусируется, в частности, на внешних стимулах по сравнению с внутренней мотивацией, на детерминантах просоциального поведения и на мотивированных убеждениях, как индивидуальных (самоуверенность, принятие желаемого за действительное, идентичность), так и коллективных (групповое мышление, рыночные мании, идеология, религия).
Бенабу является членом Американской академии искусств и наук, членом Эконометрического общества, научным сотрудником Национального бюро экономических исследований, научным сотрудником Центра исследований экономической политики, старшим научным сотрудником канадского Института перспективных исследований, научным сотрудником Института изучения труда, старшим научным сотрудником бюро исследований и экономического анализа развития и членом круглого стола по поведенческой экономике. Также Ролан Бенабу был стипендиатом Гуггенхайма.
В настоящее время он является соредактором журнала The American Economic Review. А также состоит в редакционной коллегии многих других журналов, таких как Review of Economic Studies, Quarterly Journal of Economics, Journal of Public Economics, Journal of Economic Growth и Journal of the European Economic Association.
Бенабу опубликовал множество статей с лауреатом Нобелевской премии Жаном Тиролем.

## Статьи
Наиболее цитируемые статьи:
- «Incentives and Prosocial Behavior», with Jean Tirole, American Economic Review, 96(5), December (2006), 1652—1678.
- «Intrinsic and Extrinsic Motivation» with Jean Tirole, Review of Economic Studies, 70(3) (2003), 489—520.
- «Inequality and Growth» NBER Macroeconomics Annual, 1996, B. Bernanke and J. Rotemberg, eds., 11-74
- «Self-Confidence and Personal Motivation» with Jean Tirole, Quarterly Journal of Economics, August 2002, 117(3), 871—915
- «Unequal Societies: Income Distribution and the Social Contract» American Economic Review, 90, March 2000, 96-129
- «Belief in a Just World and Redistributive Politics» with Jean Tirole, Quarterly Journal of Economics, 121(2), May 2006, 699—746.
- «Social Mobility and the Demand for Redistribution: The POUM Hypothesis» with Efe Ok, Quarterly Journal of Economics, 116(2), May 2001, 447—487
- «Heterogeneity, Stratification and Growth: Macroeconomic Implications of Community Structure and School Finance» American Economic Review, 86 (1996) 584—609
- «Workings of a City: Location, Education, and Production» Quarterly Journal of Economics, 108, (1993), 619—652.